# Сассекс-драйв, 24
Сассекс-драйв, 24 (первоначально называлось Gorffwysfa, в настоящее время используется название Сассекс 24 (англ. 24 Sussex)) — в этом здании на улице Сассекс-драйв в Оттаве находится официальная резиденция премьер-министра Канады. 
Построено между 1866 и 1868 годами Джозефом Карриером (англ. Joseph Merrill Currier); резиденцией канадского премьер-министра стала в 1951 году. Это одна из двух официальных резиденций, вторая — Harrington Lake, находится в Национальной столичной области рядом с парком Gatineau Park.

## История

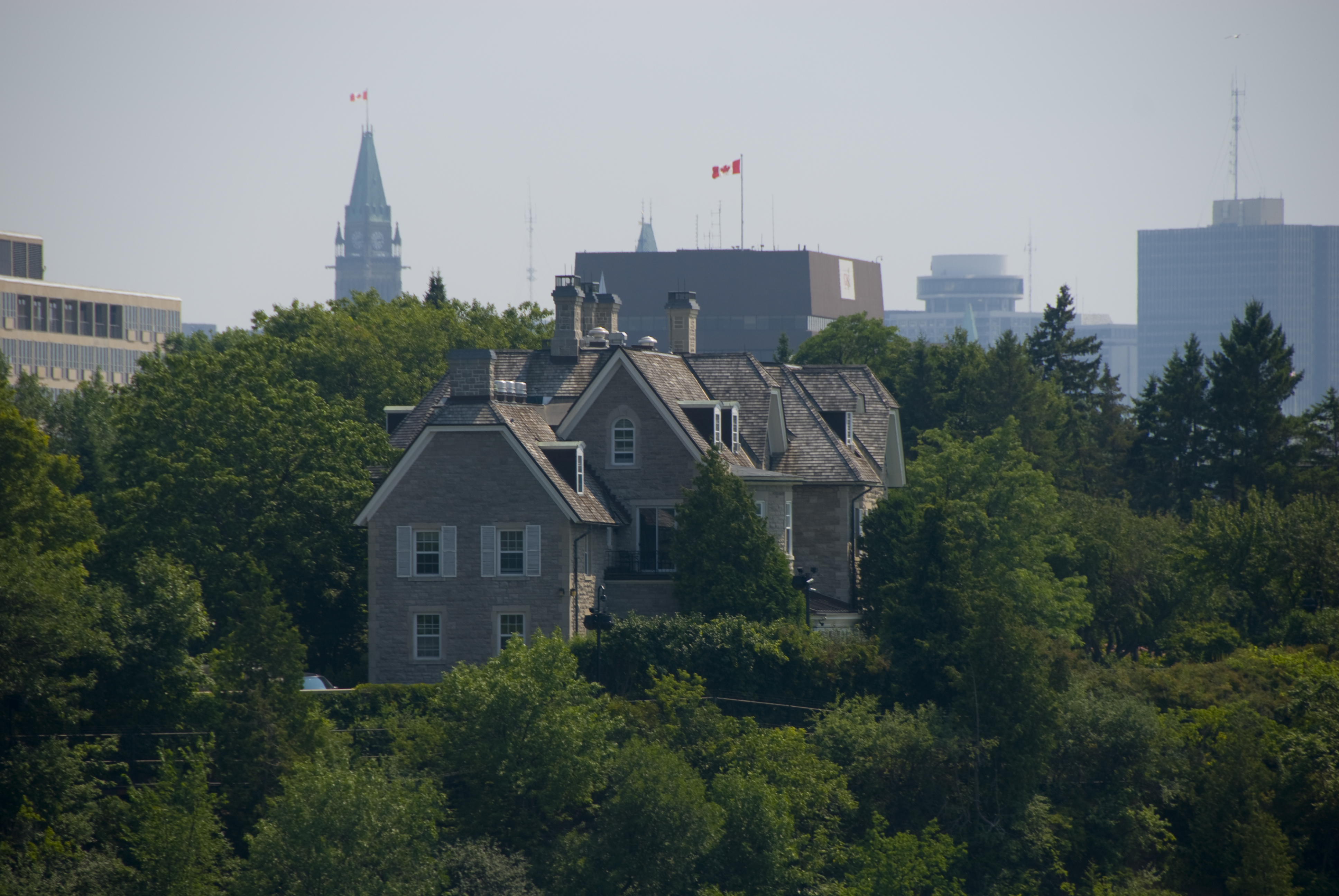
Сассекс-драйв, 24; 2010 год

Дом был построен лесопромышленником и депутатом парламента Джозефом Карриером в качестве свадебного подарка для своей жены. Назывался «Горфвисфа» (Gorffwysfa, на валлийском — «место отдыха»). Был продан в 1901 году, после смерти жены Кариера, за $30,000 Уильяму Эдвардсу (англ. William Cameron Edwards).
В 1943 году правительство Канады, воспользовалось своим правом экспроприации, лишило Гордона Эдвардса, племянника Уильяма, права собственности на дом по причине закрепления государственной собственности на земли вдоль реки Оттавы. Эдвардс боролся за дом, но проиграл спор с правительством в 1946 году, когда и умер. После нескольких лет неопределенности, в 1950 году правительство Канады решило отреставрировать здание и сделать его резиденцией для премьер-министра. Ремонтные работы обошлись в более $500,000; первым премьер-министром, поселившимся в здании, стал Луи Сен-Лоран в 1951 году.
C этого времени все премьер-министры, за исключением первой женщины, премьер-министра Канады — Ким Кэмпбелл (которая проживала в Harrington Lake), находились в этой резиденции. Премьер-министр Джастин Трюдо, занявший этот пост в 2015 году, проживает в настоящее время в Rideau Cottage, так как Сассекс 24 с января 2016 года по решению Национальной столичной комиссии находится на ремонте.
Безопасность резиденции была пересмотрена и усилена после попытки покушения канадским гражданином André Dallaire на премьер-министра Жана Кретьена в ноябре 1995 года. В штат охраны были добавлены еще нескольких охранников, установлены видеокамеры и защитные барьеры перед главными воротами.
В отличие от английской (Даунинг-стрит, 10) и американской (Белый дом) резиденций, Сассекс 24 используется почти только в качестве места проживания; работа канадского премьер-министра ведётся в и кабинете премьер-министра в Блоке Ланжевена на Парламентском холме.